# Gene Cantamessa
Gene Cantamessa (Nova Iorque, 17 de fevereiro de 1931 — Los Angeles, 8 de novembro de 2011) é um sonoplasta estadunidense. Venceu o Oscar de melhor mixagem de som na edição de 1983 por E.T. the Extra-Terrestrial, ao lado de Robert Knudson, Robert Glass e Don Digirolamo.